# 北京市海淀外国语实验学校
北京市海淀外国语实验学校或海外是一所位于北京海淀区四季青地区杏石口路20号的私立学校。北京市海淀外国语实验学校有小学、初中和高中。目前还拥有附属幼儿园。
北京市海淀外国语实验学校始建于1999年7月，对外称是具有现代化设施的国际化学校，学校面向未来办学，试图培养知书达礼、品德高尚、外语出众的高素质人才。学校占地24万平方米，建筑面积10万平方米，北京海淀外国语实验学校在2016年中国内地高中美国留学排行榜上位居第二。
2022年北京市海淀外国语实验学校综合素质班在2022届北京中考平均分排名位居海淀区第5，仅次于清华附中。

## 旗下学校

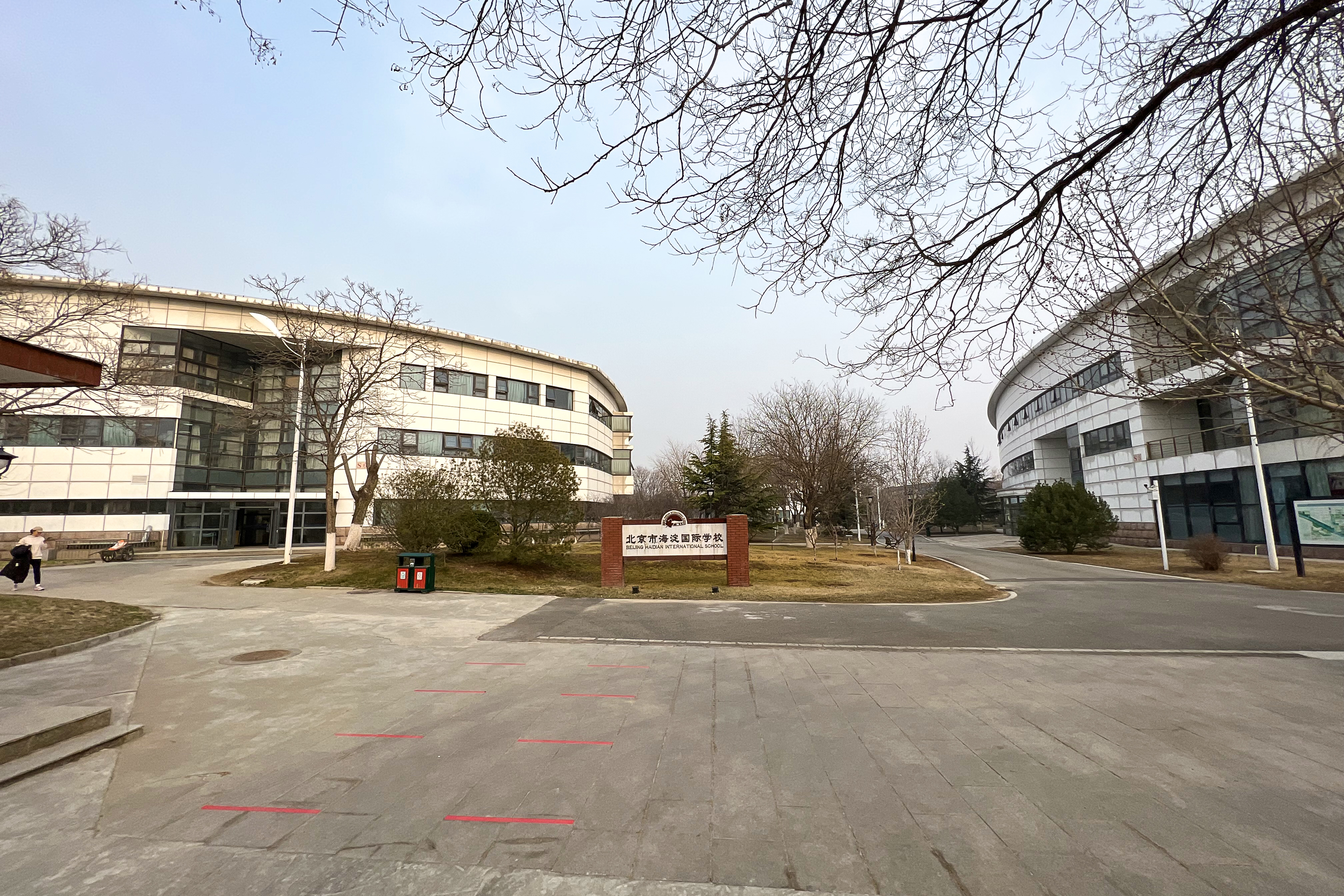
海淀国际学校

海淀外国语实验学校主校区西南侧（南旱河南岸）为同属于海淀外国语教育集团的北京市海淀国际学校和北京市海淀外国语实验学校附属幼儿园，另外在延庆区张山营镇古崖居西侧和河北张家口怀来县和设有北京市海淀外国语实验学校京北校区。
京外设有位于湖北省武汉市江夏区庙山江夏大道58号的北京市海淀外国语实验学校武汉校区和位于海南省琼海市的北京市海淀外国语实验学校海南校区。